# まめバス (草津市)
まめバスは、滋賀県草津市で運行しているコミュニティバスである。ここでは、草津・栗東・守山くるっとバス（くさつ・りっとう・もりやまくるっとバス）とまめタク（デマンドタクシーの愛称）についても解説する。
なお、バスの運行は帝産湖南交通と近江鉄道バスに、タクシーの運行は近江タクシーにそれぞれ委託している。 

## 概要
バス交通の空白地および不便地の問題を解消するための実証運行が行われた後、2009年10月28日から順次運行を開始した。当初は草津市内のみを運行するコミュニティバスであったが、2013年10月1日のダイヤ改正で栗東市へ乗り入れる路線が登場した後、同路線は2016年10月1日のダイヤ改正で延伸が行われ、守山市へ乗り入れている。なお、運賃の精算は運行開始時から現金または回数券のみを扱っていたが、2024年10月1日からICOCAなどの交通系ICカードでの支払いにも対応する予定である。
タクシー車で運行する路線（デマンドタクシー）は2020年11月に設定され、2年間の実証運行を経て2022年11月から本運行を開始している。当初は草津駅東口側（追分口・岡本方面）の路線のみを運行していたが、2024年4月1日のダイヤ改正で草津駅西口側（山田・穴村方面）の路線が新設された。

## 歴史
当項ではコミュニティバスのまめバス（栗東市方面へ運行する路線の愛称は草津・栗東くるっとバス、栗東市・守山市方面へ運行する路線の愛称は草津・栗東・守山くるっとバス）とデマンドタクシーのまめタクに分類して解説する。

### 年表（バス路線）
- 2009年（平成21年）10月28日：まめバス（草津市）の運行を開始する（当初は中心市街地線のみ）。
- 2010年（平成22年）
  - 1月22日：ロクハ線の運行を開始する。
  - 2月3日：山田線の運行を開始する。
  - 2月22日：笠縫東線、常盤線の運行を開始する。
  - 3月29日：南笠・笠山・医大線、志津医大線の運行を開始する。
  - 11月22日：老上線の運行を開始する。
- 2011年（平成23年）3月28日：渋川循環線の運行を開始する。
- 2012年（平成24年）4月1日：渋川循環線と笠縫東線と常盤線を「笠縫東常盤線」に、ロクハ線と志津医大線を「志津ロクハ線」に統廃合する。
- 2013年（平成25年）
  - 4月1日：老上線と志津ロクハ線を廃止する。
  - 10月1日：中心市街地線と南笠・笠山・医大線の経路見直し・路線名改称。中心市街地線を「商店街循環線」に、南笠・笠山・医大線を「草津駅医大線」に改称する。

同日に大宝循環線と宅屋線が草津方面に延伸したため、両路線の運行管理をくりちゃんバス（栗東市）から受託したが、バス運行事業者の変更は発生していない。なお、受託した両路線には「草津・栗東くるっとバス」という愛称が設けられた。
- 2016年（平成27年）10月1日：宅屋線の運行ルート・ダイヤ見直し。［済生会病院 - 守山駅東口］間を延伸し、路線愛称を「草津・栗東・守山くるっとバス」に改称する。
- 2018年（平成29年）10月1日：大宝循環線の運行ルート・ダイヤ見直し。［栗東駅西口 - 守山駅東口］間を延伸し、路線愛称を「草津・栗東・守山くるっとバス」に改称する。

同日の改正で「草津・栗東くるっとバス」という愛称は消滅し、同路線の［栗東駅東口 - ウイングプラザ前 - 綣三丁目 - 苅原東 - 苅原 - 花園 - 南橋 - 栗東駅西口］間が廃止となった。
- 2021年（令和3年）11月1日：草津駅下笠線の実証運行を開始。
- 2022年（令和4年）10月1日：商店街循環線の運行ルート・ダイヤ見直し。
- 2023年（令和5年）8月10日：笠縫東常盤線に「バロー草津下物（くさつおろしも）店前」停留所を新設[注 2][6]。併せて、「上寺口」を「新堂（上寺口）」に改称した[注 3][6]。
- 2024年（令和6年）
  - 4月1日：商店街循環線・山田線・笠縫東常盤線の運行ルート・ダイヤ見直し。山田線は「北山田循環」と「木ノ川循環」の2経路を運行していたが、同日のダイヤ改正で1経路に減少した[7]。
  - 10月1日：ICOCAなどの交通系ICカードを用いたキャッシュレス決済を開始する（予定）[3]。
- 2025年（令和7年）3月31日：回数券の販売を終了する（予定）[3]。

### 年表（タクシー路線）
- 2020年（令和2年）11月30日：まめタク（草津市）の実証運行を開始する[8][9][10]。当時の運行委託先は帝産タクシー滋賀であった。
- 2021年（令和3年）11月30日：本格運行に移行するため[4][10]、ダイヤ改正を実施。運行時間の延長および停留所の追加を行う[11]。これに併せて、これに併せて、運行委託先を近江タクシーに変更する[2]。
- 2023年（令和5年）11月30日：実証路線として運行した草津駅山寺新田線が本格運行に移行したが、草津駅馬場線は前日（11月29日）の運行をもって廃線となった[12]。
- 2024年（令和6年）4月1日：笠縫東・常盤・山田の各学区を運行する路線を新設し、全路線で土曜の運行を開始する[13]。同日よりショートカットルート（予約が無い停留所を通らずに近道すること）を一部の路線に導入する[13]。

## 運賃制度
下記のとおりであるが、定期券の取扱いはない。運行開始時からICOCAなどの交通系ICカードを使用することができない状態が続いているが、2024年10月1日からその支払いにも対応する予定である。

### バス
運賃

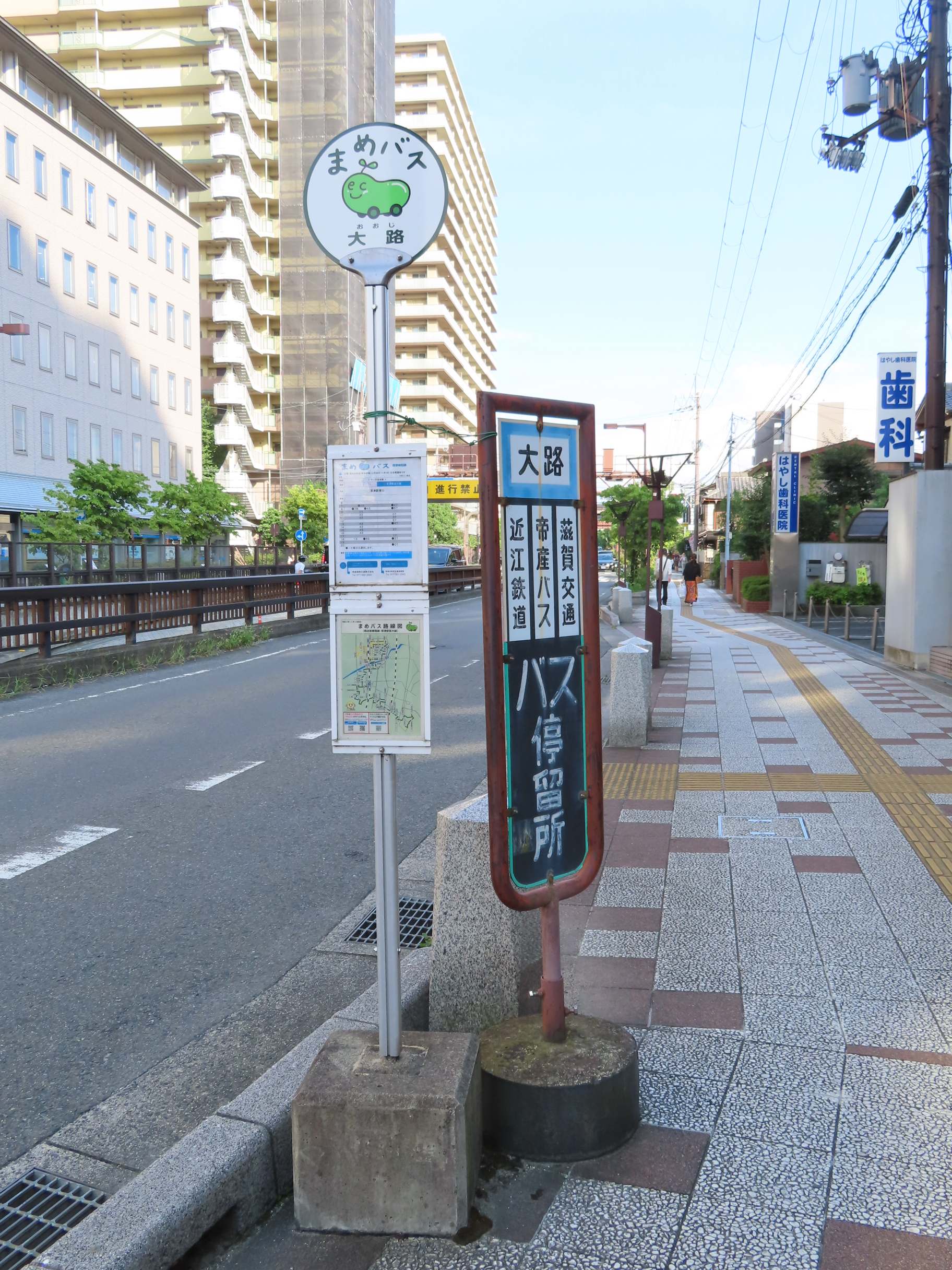
まめバスのバス停標柱（左）

上笠平井循環線（近江鉄道バスの路線）を除く各路線で均一運賃（1乗車単位）を採用している。運賃（2024年9月時点）に関する情報は下表を参照。
| 区分   | 現金              | ICカード          | 備考       |
| ------ | ----------------- | ----------------- | ---------- |
| 大人   | 200               | -                 | 中学生以上 |
| 小人   | 100               | -                 | 小学生以下 |
| 障害者 | （上記の5割引き） | （上記の5割引き） | 要手帳提示 |

未就学児は無料。ただし、単独で乗車する場合は小人（小学生）運賃が必要となる。
回数券
- 2,000円（100円券 22枚綴り）
- 1,000円（50円券 22枚綴り）

バス車内で販売（2025年3月31日まで〈予定〉）。
往復割引
同一路線を往復乗車すると、復路（帰り）の運賃が半額となる。なお、乗降りした停留所間にまめバスの路線が複数ある場合は、往路と復路で路線が異なっても当割引が適用される。
適用例
1. 往復とも、宅屋線の［草津駅西口 - アグリの郷］間を乗車。
2. 往路は山田線で［図書館前 → 草津駅西口］間を乗車し、復路は商店街循環線で［草津駅東口 → 図書館前］間を乗車。

（1つの鉄道駅〈旅客駅〉に複数設けられた停留所は同じ停留所として扱うため、当割引が適用される）
ただし、下記に該当する場合は往復割引が適用されない。
- 同一区間を乗車したが、片道が他のコミュニティバス（くりちゃんバスなど）[注 5]や路線バス（上笠平井循環線（近江鉄道バス）を含む）となった場合。
- 障害者割引など、他の割引制度との重複利用[注 6]。

その他
- 乗車を促進するため、「買い物サービス」という取り組みを行っている。詳細は「まめバス利用者の買い物サービス (PDF)」（まめバス路線図内）を参照。

### タクシー
運賃
- 「草津駅東口」を発着地とする場合
  - 大人500円、小人（小学生）250円。

- 上記以外の全区間
  - 大人200円、小人（小学生）100円。

未就学児は無料（ただし、単独で乗車する場合は小人〈小学生〉運賃が必要）。障害者は半額（要手帳提示）。
回数券
- 2,000円（100円券 22枚綴り）
- 1,000円（50円券 22枚綴り）

タクシー車内、近江タクシー守山営業所、志津まちづくりセンター、フレンドマート志津東草津店で販売。
乗換割引
- 同じ日にまめタク同士を乗り換えると2便目の運賃が100円（小人（小学生）は50円）引きとなる。この制度は、往復乗車も対象に含まれる。

まめタクと路線バスを乗り継いだ場合もこの割引が適用される（注：実証運行路線（草津駅山寺新田線、草津駅馬場線）と路線バスの乗り継ぎは適用外）。
その他
- 各路線とも予約制となっている。乗車する場合は近江タクシーの予約ダイヤルへ電話予約をしなければならない[2]。
- 乗車を促進するため、「買い物サービス」という取り組みを行っている。詳細は「まめタク応援店 (PDF)」（まめタク路線図内）を参照。

## 運行日
- バス
  - 宅屋線を除くほぼ全便が、日曜・祝日と年末年始（12月29日 - 翌年1月3日）は運休する。なお、宅屋線の全便と商店街循環線・草津駅医大線・山田線の各線を運行する便の一部は土曜も運休する。

- タクシー
  - 各路線とも平日・土曜のみ運行（要予約）。日曜・祝日と年末年始（12月29日 - 翌年1月3日）は運休する。

## 路線

### バス
コミュニティバス路線であり、「まめバス」と呼ばれる路線が多い。運行路線は下記のとおり。なお、当項では近江鉄道バスが運行する上笠平井循環線の路線情報も記載する。

#### 現行路線
帝産湖南交通運行路線

##### (1) 商店街循環線
- 草津駅東口 → アーバンホテル草津 → 図書館前 → オムロン北門 → 高校前 → 立木神社前 → 道灌蔵（どうかんぐら） → くさつ夢本陣 → 草津宿本陣 → タワー111 → （この間無停車） → 草津駅東口

備考
片方向（左回り）のみ運行。
以前は「本陣西口」停留所と［タワー111 → 小汐井神社 → 新屋敷 → 国道草津 → 大路 → 草津駅東口］間を経由していたが、2022年9月30日をもって廃止となった。当路線には［道灌蔵 → 柳橋前 → 大上歯科前 → 上東児童遊園前 → 砂原会館前 → くさつ夢本陣］間を経由する便も混在したが、2024年3月31日をもって廃止となった。

##### (2) 草津駅医大線
- 草津駅東口（ ← 大路 ← 国道草津） - （アーバンホテル草津 → タワー111 → 小汐井神社 → 新屋敷 → ）草津川橋 - 草津一丁目 - 本陣東口 - 草津農協 - 草津市役所 - 立木神社前 - 大塚団地 - 下北池北口 - 光泉高校前 - 片原公園前 - 南草津駅西口 - フレンドマート南草津店前 - 治田神社 - 笠堂公園 - 南笠公民館 - 国道南笠 - わおんの広場 - 狼川 - 南笠東小学校 - 笠山神社 - びわ湖レストタウン - 長寿社会福祉センター - 草津養護学校 - 県立総合福祉センター - 大学病院

備考
［草津駅東口 - 草津川橋］間は、往路・復路で経路が異なる。当路線は「南草津駅西口」停留所で時間調整を行うため、定時で運行した場合は同停留所に約10分停車する。
以前は上記のほかに、「ピースタウン北口」停留所も経由していた（同停留所を経由するバスは2022年8月31日まで運行。道路舗装工事による迂回運行のため翌月（同年9月）は経由しなかった。その後、同年10月1日のダイヤ改正で停留所そのものが廃止された）。
近江鉄道バス運行路線

##### (3) 山田線
- 草津駅西口 - 大路井栄町 - 西大路 - 野村運動公園口 - 新田会館 - 図書館前 - 米花団地口 - 草津団地 - 三ツ池町 - 木川東 - 木ノ川 - 山田五条 - 渡海神社前 - 山田町会館 - レークサイドタウン - ポイントバケーション前 - 北山田浜 - 北山田町会館 - 山田小学校 - 陽の丘団地口 - 陽の丘団地 - 出屋敷西 - 出屋敷東 - 草津高校南口 - 湖都町西口 - 三ツ池町 - （来た道を戻る） - 草津駅西口

備考
「→」方向が右回り、「←」方向が左回り。
朝と宵のうちは［草津駅西口 - 木ノ川］間の区間運行がある（土曜・休日運休が1往復、土曜のみ運行が1往復。ともに「木川東」は経由しない）。
以前は「エストピアホテル前」経由と「大路井栄町」経由の2路線（3・旧4）で運行していたが、2024年4月1日のダイヤ改正で路線統合が行われたため、「エストピアホテル前」を経由する路線は消滅した。

##### (4) 笠縫東常盤線（常盤循環）
- 草津駅西口 - 西渋川一丁目 - 野村八丁目 - グリーンハイツ - ワークステーション若竹 - 川原 - 笠縫東まちづくりセンター - 新堂中学校前 - 新堂 - 穴村 - 常盤郵便局 - 常盤まちづくりセンター - 片岡 - バロー草津下物（くさつおろしも）店 - 芦浦観音寺 - 常盤東総合センター - 長束会館 - 上寺憩いの家 - 上寺生協前 - 新堂 - （来た道を戻る） - 草津駅西口

備考
「→」方向が右回り、「←」方向が左回り。
以前は吉田三大神社・志那・津田江の各方面へ向かう路線であったが、2024年4月1日のダイヤ改正で経路見直しが行われたため、同方面へ向かう路線は消滅した。

##### (5) 草津駅下笠線
- 草津駅西口 - 大路井栄町 - 西大路 - 野村運動公園前 - 市金工業前 - 東上笠 - フレンドマート上笠店前 → 松原中学校前 → 下笠 → 小屋場 → ai彩ひろば前（あいさいひろばまえ） → 下笠西 → 下笠会館前 → 老杉神社前 → 下出 → 下笠 → 小屋場 → 市立総合体育館前 → 上笠橋 → フレンドマート上笠店前 - 東上笠 - （来た道を戻る） - 草津駅西口

備考
［フレンドマート上笠店前 → ai彩ひろば前 → 老杉神社前 → 市民総合体育館前 → フレンドマート上笠店前］間は片回り循環として運行するが、経路の関係で「下笠」・「小屋場」の各停留所を2度経由する。

##### (6) 大宝循環線
- 草津駅西口 - エストピアホテル前 - 西大路 - 野村一丁目 - 草津年金事務所 - 平井会館 - 小平井 - マックスバリュ駒井沢 - ひだまりの家 - 十里口 - 霊仙寺 - 栗東駅西口 - 北中小路 - 守山市立図書館 - 県立総合病院 - 守山市役所 - 吉身公民館前 - 油池 - 守山駅西口

備考
路線愛称は「草津・栗東・守山くるっとバス」。運賃・運行日などの細かい事項は「まめバス（草津市）」と全く同じである。

##### (7) 宅屋線
- 草津駅西口 - 渋川福複センター - 草津東高校 - 花園 - 栗東駅東口 - さきら前 - 勝部 - アグリの郷 - やすらぎの家 - 済生会病院 - 高野郵便局前 - 辻 - 国道辻 - 出庭（でば） - 岡町 - 浮気（ふけ） - 浮気東口団地前 - 守山駅東口

備考
路線愛称は「草津・栗東・守山くるっとバス」。運賃は「まめバス（草津市）」と同じであるが、当路線は平日（年末年始を除く）のみ運行する。

##### (8) 上笠平井循環線
- 草津駅西口 - 西渋川一丁目 - 野村八丁目 - 野村会館 - ハローワーク草津 - 上笠郵便局 - 上笠天満宮 - ワークステーション若竹 - 笠縫東小学校 - 平井会館 - 新平井橋 - 草津東高校 - 渋川福複センター - 草津駅西口

備考
「→」方向が右回り、「←」方向が左回り。
近江鉄道バスの車両を使用し、まめバス（草津市）とほぼ同じ停留所を経由するが、当路線は近江鉄道バスの路線として運行する。このため、往復乗車券・割引乗車券・まめバス回数券を利用することはできない。

#### 廃止路線
委託事業者と路線名のみ記載し、経由地などの詳細はすべて省略する。なお、経路の見直しに留まった路線は現行路線の備考欄を参照。
帝産湖南交通運行路線
- ロクハ線
- 志津医大線
- 志津ロクハ線

近江鉄道バス運行路線
- 渋川循環線
- 笠縫東線
- 常盤線

### タクシー
デマンドタクシー路線であり、「まめタク」と呼ばれる。下記の各路線を運行しているが、乗車する場合は予約が必要。なお、系統番号はバス路線との重複を避けるため、ここではアルファベット順（ABC順）に変更して解説する。なお、草津駅西口方面（笠縫東・常盤・山田方面）の路線運行は2024年4月1日のダイヤ改正から運行を開始している。

#### 現行路線
各路線とも、近江タクシーに運行を委託している。なお、運行路線は（草津市内の）各学区ごとに区分している。

##### 志津学区

###### (A) 青地笠井線
- フレンドマート志津東草津店 → 追分口北 → JA志津支店 → 志津まちづくりセンター → 志津小前 → 笠井町 → 住吉 → 湖南 → 堤 → 田中会館 → 志津まちづくりセンター → JA志津支店 → 追分口 → フレンドマート志津東草津店

備考
片方向のみ運行。

###### (B) 追分線
- フレンドマート志津東草津店 → 追分口北 → JA志津支店 → 志津まちづくりセンター → なかじま医院 → 追分古墳 → 金澤酒店 → スターグリーンヒル店 → 若草診療所 → キリン堂草津追分店 → 金澤酒店 → （来た道を戻る） → JA志津支店 → 追分口 → フレンドマート志津東草津店

備考
片方向のみ運行。

###### (C) 山寺新田線
- フレンドマート志津東草津店 → 追分口北 → JA志津支店 → 志津まちづくりセンター → 志津小前 → 馬場 → 山寺新田会議所 → 山寺新田南 → 山寺新田北 → 馬場 → （来た道を戻る）  → JA志津支店 → 追分口 → フレンドマート志津東草津店

備考
片方向のみ運行。

###### (D) 馬場線
- フレンドマート志津東草津店 → 追分口北 → JA志津支店 → 志津まちづくりセンター → 志津小前 → 馬場 → 馬場橋東 → 馬場町会館 → 馬場南 → 茨谷 → 馬場 → （来た道を戻る）  → JA志津支店 → 追分口 → フレンドマート志津東草津店

備考
片方向のみ運行。

###### (E) 岡本線
- フレンドマート志津東草津店 → 追分口北 → JA志津支店 → 志津まちづくりセンター → 志津小前 → 岡本入口 → 圓通寺 → 岡本町自治会館 → マガリ機工横 → 向畑 → 若草診療所 → スターグリーンヒル店 → 向畑 → （来た道を戻る） → JA志津支店 → 追分口 → フレンドマート志津東草津店

備考
片方向のみ運行。

###### (F) 草津駅山寺新田線
- 草津駅東口 - （この間無停車） - 田中会館 - 堤 - 湖南 - 住吉 - 笠井町 - 山寺新田会議所 - 山寺新田南 - 山寺新田北

備考
実証運行路線として2022年11月30日から運行を開始した。当時は1日1往復（草津駅東口行きは午前1便、草津駅東口始発は午後1便）のみ運行であったが、運行率が25％を上回ったため（運行率：26.6%）、2023年11月30日から本格運行路線に昇格した。本格運行路線昇格後は1日2往復（草津駅東口行きは午前2便、草津駅東口始発は午後2便）に増発している。

##### 笠縫東・常盤学区

###### (H) 下寺津田江線
- バロー草津下物店 - JA常盤支店 - マックスバリュ駒井沢店 - 第二富田クリニック - 草津ハートセンター - 穴村 - 常盤郵便局 - あなむら診療所 - 常輝の里 - 常盤まちづくりセンター - 片岡町会議所 - 津田江 - 下寺 - 下寺北 - 下物北 - 花摘寺跡 - バロー草津下物店

備考
「→」方向が右回り、「←」方向が左回り。

###### (I) 志那吉田線
- バロー草津下物店 - JA常盤支店 - 常輝の里 - 常盤郵便局 - マックスバリュ駒井沢店 - 第二富田クリニック - 草津ハートセンター - 穴村 - あなむら診療所 - 草津大谷保育園 - 北大萱会館 - 常盤団地 - 吉田三大神社前 - 志那 - 志那中南 - 運動公園前 - 惣社神社前 - 常盤まちづくりセンター - 常輝の里 - （来た道を戻る） - バロー草津下物店

備考
「→」方向が右回り、「←」方向が左回り。

###### (J) 芦浦上寺線
- バロー草津下物店 - ホープタウン芦浦 - 芦浦観音寺前 - 荒龍神社前 - 芦浦東 - 常盤東総合センター - 長束会館 - 専光寺前 - 上寺憩いの家 - 上寺生協前 - マックスバリュ駒井沢店 - 第二富田クリニック - 草津ハートセンター - 穴村 - 常盤郵便局 - あなむら診療所 - 常輝の里 - 常盤まちづくりセンター - JA常盤支店 - 片岡 - 印岐志呂神社前 - バロー草津下物店

備考
「→」方向が右回り、「←」方向が左回り。

###### (K) 集新堂線
- マックスバリュ駒井沢店 → 駒井沢町 → 駒井沢公民館 → 草津ハートセンター → 新堂会館 → 新堂公園 → 新堂中学校前 → 集会館 → 集 → 川原天神会館 → 川原 → 笠縫東まちづくりセンター → （来た道を戻る） → マックスバリュ駒井沢店

備考
マックスバリュ駒井沢店と笠縫東まちづくりセンターを結ぶ循環路線。「笠縫東まちづくりセンター」に到着した後は、すぐに折り返して来た道を戻り、「マックスバリュ駒井沢店」に戻る。

##### 山田学区

###### (L) 北山田線
- フレンドマート上笠店 - 上笠橋口 - 陽の丘団地 - 北山田診療所 - 陽の丘団地口 - 山田まちづくりセンター - 山田 - JA山田支店 - 北山田浜 - 北山田町会館 - 北山田口 - 山田小学校 - 陽の丘団地口 - （来た道を戻る） - フレンドマート上笠店

備考
「→」方向が右回り、「←」方向が左回り。

###### (M) 不動浜線
- フレンドマート上笠店 - 五条ふれあい会館口 - 山田五条 - 山田まちづくりセンター - 南山田町 - 御倉会館 - 御倉 - 南山田団地 - 西光寺前 - 南山田会館 - レークサイドタウン - 山田町会館 - 渡海神社前 - 山田 - JA山田支店 - 陽の丘団地口 - 北山田診療所 - 陽の丘団地 - 上笠橋口 - フレンドマート上笠店

備考
「→」方向が右回り、「←」方向が左回り。

###### (N) 山田線
- フレンドマート上笠店 - 出屋敷西 - コーナン・ハズイ - 出屋敷西 - 木ノ川 - 五条ふれあい会館口 - 山田まちづくりセンター - 山田五条 - JA山田支店 - 陽の丘団地口 - 北山田診療所 - 陽の丘団地（市営） - フレンドマート上笠店

備考
「→」方向が右回り、「←」方向が左回り。
［出屋敷西 - コーナン・ハズイ - 出屋敷西］間の経路は往復とも、「出屋敷西 → 出屋敷 → 新田西児童遊園前 → 新田会館 → コーナン・ハズイ → 出屋敷東 → 出屋敷西」の順で運行する。

#### 廃止路線
経路の見直しに留まった路線は現行路線の備考欄を参照。

##### 志津学区

###### (G) 草津駅馬場線
- 草津駅東口 - （この間無停車） - なかじま医院 - 追分古墳 - 金澤酒店 - 向畑 - マガリ機工横 - 岡本町自治会館 - 圓通寺 - 岡本入口 - 馬場 - 馬場橋東 - 馬場町会館 - 馬場南 - 茨谷

備考
実証運行路線として2022年11月30日から運行を開始し、1日1往復（草津駅東口行きは午前1便、草津駅東口始発は午後1便）のみ運行したが、運行率が25％を下回ったため（運行率：13.9%）、2023年11月29日の運行をもって廃線となった。

## 車両
バス路線（「まめバス」、「草津・栗東・守山くるっとバス」）に使用する車両を記載。ここでは運用を離脱した車両も併せて解説する。

### 帝産湖南交通在籍車
- 三菱ふそう・ローザ  - 草津駅医大線の運行を担当。黄色の単色塗装車は元くりちゃんバス専属車であったが、当バスでは予備車として在籍していたが、2021年頃に運用を離脱した。
- 日産・シビリアン  - 初期の運行を担当していたが、車両置換えにより運用を離脱した。
- トヨタ・ハイエース  - 商店街循環線の運行を担当。かつては他の路線（廃止済み）の運行も担当していた。

### 近江鉄道バス在籍車
- 日野・ポンチョ  - 近江鉄道バスとの兼用車（1ドア）、まめバス専属車（2ドア）、草津・栗東・守山くるっとバス専属車（2ドア）が使用される。兼用車がまめバスの運用に入る時は「まめバス」の幕を付けて運行する。
- 日野・リエッセ  - 過去に運行を担当したことがあるが、車両運用のメインは瀬田駅である。しかし、日野・ポンチョが登場した後は車両の置き換え（転属を含む）が進んでいる。車体色はライオンズカラー（白地に青・赤・緑）。
- 三菱ふそう・エアロミディME  - 元くりちゃんバス予備車。まめバスでも予備車として在籍。車体色は日野・リエッセと同じ。